# Tour de France 1984
Il Tour de France 1984, settantunesima edizione della corsa, si svolse in ventitré tappe precedute da un prologo iniziale, tra il 29 giugno e il 22 luglio 1984, per un percorso totale di 4 020,9 km.
Fu vinto per la seconda ed ultima volta dal passista-scalatore e finisseur francese Laurent Fignon (al secondo podio, e sempre come vincente, alla sua seconda partecipazione nella Grande Boucle). 
Si trattò della trentacinquesima edizione in cui la corsa a tappe francese vide il trionfo di un corridore di casa.
Fignon, reduce appena due mesi prima da un beffardo secondo posto dietro Francesco Moser in un'edizione tanto emozionante quanto piena di polemiche del Giro d'Italia, vinse il suo secondo Tour consecutivo in modo schiacciante. 
"Il Professore" terminò le sue fatiche sulle strade transalpine con il tempo di 112h03'40".
In seconda posizione nella classifica generale si piazzò il passista-cronoman, scalatore e finisseur francese Bernard Hinault (per il fuoriclasse brètone si trattò del quinto podio nella Grande Boucle; stavolta come secondo classificato dopo quattro successi). 
Il passista-scalatore e cronoman statunitense Greg LeMond (al primo podio della carriera al Tour) si classificò al terzo posto della graduatoria generale; diventando così il primo statunitense ad esser salito sul podio di Parigi.
Per quanto riguarda le classifiche minori, il belga Frank Hoste vinse la classifica a punti, il britannico Robert Millar si aggiudicò la classifica riservata agli scalatori, statunitense Greg LeMond vinse la classifica riservata ai giovani (fu il primo corridore USA nella storia), l'olandese Jacques Hanegraaf la classifica riservata agli sprint, mentre le classifiche a squadra furono appannaggio della francese Renault-Elf (a tempi), dell'olandese Panasonic (a punti).

## Tappe
| Tappa  | Data      | Percorso                                                       | km      | Vincitore di tappa     | Leader cl. generale |
| ------ | --------- | -------------------------------------------------------------- | ------- | ---------------------- | ------------------- |
| prol.  | 29 giugno | Montreuil > Noisy-le-Sec (cron. individuale)                   | 5,4     | Bernard Hinault        | Bernard Hinault     |
| 1ª     | 30 giugno | Bondy > Saint-Denis                                            | 148,5   | Frank Hoste            | Ludo Peeters        |
| 2ª     | 1º luglio | Bobigny > Louvroil                                             | 249     | Marc Madiot            | Jacques Hanegraaf   |
| 3ª     | 2 luglio  | Louvroil > Valenciennes (cron. a squadre)                      | 51      | Renault-Elf            | Jacques Hanegraaf   |
| 4ª     | 2 luglio  | Valenciennes > Béthune                                         | 83      | Ferdi Van Den Haute    | Adri van der Poel   |
| 5ª     | 3 luglio  | Béthune > Cergy/Pontoise                                       | 207     | Paulo Ferreira         | Vincent Barteau     |
| 6ª     | 4 luglio  | Cergy/Pontoise > Alençon                                       | 202     | Frank Hoste            | Vincent Barteau     |
| 7ª     | 5 luglio  | Alençon > Le Mans (cron. individuale)                          | 67      | Laurent Fignon         | Vincent Barteau     |
| 8ª     | 6 luglio  | Le Mans > Nantes                                               | 192     | Pascal Jules           | Vincent Barteau     |
| 9ª     | 7 luglio  | Nantes > Bordeaux                                              | 338     | Jan Raas               | Vincent Barteau     |
| 10ª    | 8 luglio  | Langon > Pau                                                   | 198     | Eric Vanderaerden      | Vincent Barteau     |
| 11ª    | 9 luglio  | Pau > Guzet-Neige                                              | 226,5   | Robert Millar          | Vincent Barteau     |
| 12ª    | 10 luglio | Saint-Girons > Blagnac                                         | 111     | Pascal Poisson         | Vincent Barteau     |
| 13ª    | 11 luglio | Blagnac > Rodez                                                | 220,5   | Pierre-Henri Menthéour | Vincent Barteau     |
| 14ª    | 12 luglio | Rodez > Domaine du Rouret                                      | 227,5   | Fons De Wolf           | Vincent Barteau     |
| 15ª    | 13 luglio | Domaine du Rouret > Grenoble                                   | 241,5   | Frédéric Vichot        | Vincent Barteau     |
|        | 14 luglio | giorno di riposo                                               |         |                        |                     |
| 16ª    | 15 luglio | Les Echelles > La Ruchère en Chartreuse (cron. individuale)    | 22      | Laurent Fignon         | Vincent Barteau     |
| 17ª    | 16 luglio | Grenoble > Alpe d'Huez                                         | 151     | Luis Herrera           | Laurent Fignon      |
| 18ª    | 17 luglio | Bourg-d'Oisans > La Plagne                                     | 185,5   | Laurent Fignon         | Laurent Fignon      |
| 19ª    | 18 luglio | La Plagne > Morzine                                            | 186     | Ángel Arroyo           | Laurent Fignon      |
| 20ª    | 19 luglio | Morzine > Crans-Montana (CHE)                                  | 140,5   | Laurent Fignon         | Laurent Fignon      |
| 21ª    | 20 luglio | Crans-Montana (CHE) > Villefranche-en-Beaujolais               | 320,5   | Frank Hoste            | Laurent Fignon      |
| 22ª    | 21 luglio | Villié-Morgon > Villefranche-en-Beaujolais (cron. individuale) | 51      | Laurent Fignon         | Laurent Fignon      |
| 23ª    | 22 luglio | Pantin > Parigi                                                | 196,5   | Eric Vanderaerden      | Laurent Fignon      |
| Totale | Totale    | Totale                                                         | 4 020,9 |                        |                     |

## Squadre e corridori partecipanti
| N.    | Cod. | Squadra                |
| ----- | ---- | ---------------------- |
| 1-10  | REN  | Renault-Elf            |
| 11-20 | REY  | Reynolds               |
| 21-30 | PAN  | Panasonic              |
| 31-40 | RED  | La Redoute             |
| 41-50 | SYS  | Système U              |
| 51-60 | SKI  | Skil-Reydel-Sem-Mavic  |
| 61-70 | PEU  | Peugeot-Shell-Michelin |
| 71-80 | SPO  | Sporting-Raposeira     |
| 81-90 | TEK  | Teka                   |

| N.      | Cod. | Squadra                     |
| ------- | ---- | --------------------------- |
| 91-100  | SPL  | Splendor                    |
| 101-110 | COO  | Coop-Hoonved                |
| 111-120 | CIL  | Cilo-Aufina                 |
| 121-130 | KWA  | Kwantum Hallen-Decosol-Yoko |
| 131-140 | LVC  | La Vie Claire-Terraillon    |
| 141-150 | COL  | Varta-Colombia              |
| 151-160 | BdO  | Europ Decor-Boule d'Or      |
| 161-170 | CAR  | Carrera-Inoxpran            |

## Resoconto degli eventi
Al Tour de France 1984 parteciparono 170 corridori, dei quali 124 giunsero a Parigi. Le squadre partecipanti erano 7 francesi, 2 belghe, 2 spagnole, 2 olandesi, 1 italiana, 1 svizzera, 1 portoghese, 1 colombiana. I corridori partecipanti erano 55 francesi, 26 belgi, 15 spagnoli, 15 olandesi, 15 colombiani, 13 svizzeri, 9 italiani, 7 portoghesi, 4 britannici, 2 irlandesi, 2 statunitensi, 2 australiani, 1 lussemburghese, 1 danese, 1 austriaco, 1 tedesco, 1 polacco.
All'inizio della stagione Bernard Hinault si era separato dalla sua vecchia squadra, la Renault-Elf per approdare a La Vie Claire-Terraillon. Della Renault-Elf, invece, presero parte coloro che si classificarono al primo e terzo posto nella classifica generale di questo Tour: Laurent Fignon (ex gregario di Hinault e ormai capitano di tale compagine) e Greg Lemond.
Alla sesta partecipazione al Tour, Bernard Hinault per la prima volta non riuscì ad essere il corridore a vincere il maggior numero di tappe: in questa edizione infatti fu Laurent Fignon, con cinque successi su ventiquattro frazioni (contando come unità anche il cronoprologo) ad imporsi più volte.
Fignon fu in maglia gialla al termine delle ultime sette frazioni sulle ventitré previste. L'azione decisiva per conquistare il simbolo del primato fu effettuata dal biondo corridore parigino nella salita dell'Alpe d'Huez.

## Classifiche della corsa

### Classifica generale - Maglia gialla
| Pos. | Corridore          | Squadra       | Tempo      |
| ---- | ------------------ | ------------- | ---------- |
| 1    | Laurent Fignon     | Renault-Elf   | 112h03'40" |
| 2    | Bernard Hinault    | La Vie Claire | a 10'32"   |
| 3    | Greg LeMond        | Renault-Elf   | a 11'46"   |
| 4    | Robert Millar      | Peugeot-Shell | a 14'42"   |
| 5    | Sean Kelly         | Skil-Reydel   | a 16'35"   |
| 6    | Ángel Arroyo       | Reynolds      | a 19'22"   |
| 7    | Pascal Simon       | Peugeot-Shell | a 21'17"   |
| 8    | Pedro Muñoz        | Teka          | a 26'17"   |
| 9    | Claude Criquielion | Splendor      | a 29'12"   |
| 10   | Phil Anderson      | Panasonic     | a 29'16"   |

### Classifica a punti - Maglia verde
| Pos. | Corridore         | Squadra     | Punti |
| ---- | ----------------- | ----------- | ----- |
| 1    | Frank Hoste       | Europ Decor | 322   |
| 2    | Sean Kelly        | Skil-Reydel | 318   |
| 3    | Eric Vanderaerden | Panasonic   | 247   |

### Classifica scalatori - Maglia a pois
| Pos. | Corridore      | Squadra       | Punti |
| ---- | -------------- | ------------- | ----- |
| 1    | Robert Millar  | Peugeot-Shell | 284   |
| 2    | Laurent Fignon | Renault-Elf   | 212   |
| 3    | Ángel Arroyo   | Reynolds      | 140   |

### Classifica giovani - Maglia bianca
| Pos. | Corridore      | Squadra       | Tempo      |
| ---- | -------------- | ------------- | ---------- |
| 1    | Greg LeMond    | Renault-Elf   | 112h15'26" |
| 2    | Pedro Muñoz    | Teka          | a 14'31"   |
| 3    | Niki Rüttimann | La Vie Claire | a 19'12"   |

### Classifica sprint
| Pos. | Corridore         | Squadra        | Punti |
| ---- | ----------------- | -------------- | ----- |
| 1    | Jacques Hanegraaf | Kwantum Hallen | 155   |
| 2    | Bernard Hinault   | La Vie Claire  | 52    |
| 3    | Laurent Fignon    | Renault-Elf    | 51    |

### Classifica a squadre a tempi
| Pos. | Squadra                  | Tempo      |
| ---- | ------------------------ | ---------- |
| 1    | Renault-Elf              | 336h31'16" |
| 2    | Skil-Reydel-Sem-Mavic    | a 46'44"   |
| 3    | Reynolds                 | a 57'58"   |
| 4    | Peugeot-Shell-Michelin   | a 1h01'57" |
| 5    | La Vie Claire-Terraillon | a 1h15'59" |

### Classifica a squadre a punti
| Pos. | Squadra                | Punti |
| ---- | ---------------------- | ----- |
| 1    | Panasonic              | 1159  |
| 2    | Renault-Elf            | 1318  |
| 3    | Peugeot-Shell-Michelin | 1322  |